# Mi par che per adesso
Mi par che per adesso è una canzone scritta dai The Bastard Sons of Dioniso e contenuta nell'album del 2009 In stasi perpetua prodotto da Gaudi e pubblicato da RCA Italiana, da cui il brano è stato estratto come primo singolo.

## Il brano
Il brano è stato arrangiato da Gaudi con l'utilizzo di moog e tastiera. Il singolo del brano è stato reso disponibile per l'airplay radiofonico e per il download digitale dove raggiunge la massima posizione alla postazione n°27. Inoltre i The Bastard Sons of Dioniso hanno dichiarato di essersi ispirati a L'incoronazione di Poppea, opera lirica del compositore Claudio Monteverdi, per comporre parte del testo.
(The Bastard Sons of Dioniso - riguardo al singolo Mi par che per adesso)

## Il video
Il video musicale prodotto per Mi par che per adesso è stato diretto da Gianluca Catania.

## Formazione
- Jacopo Broseghini - voce e  basso
- Federico Sassudelli - voce e batteria
- Michele Vicentini - voce e chitarra elettrica